# Буколіки (твір Вергілія)

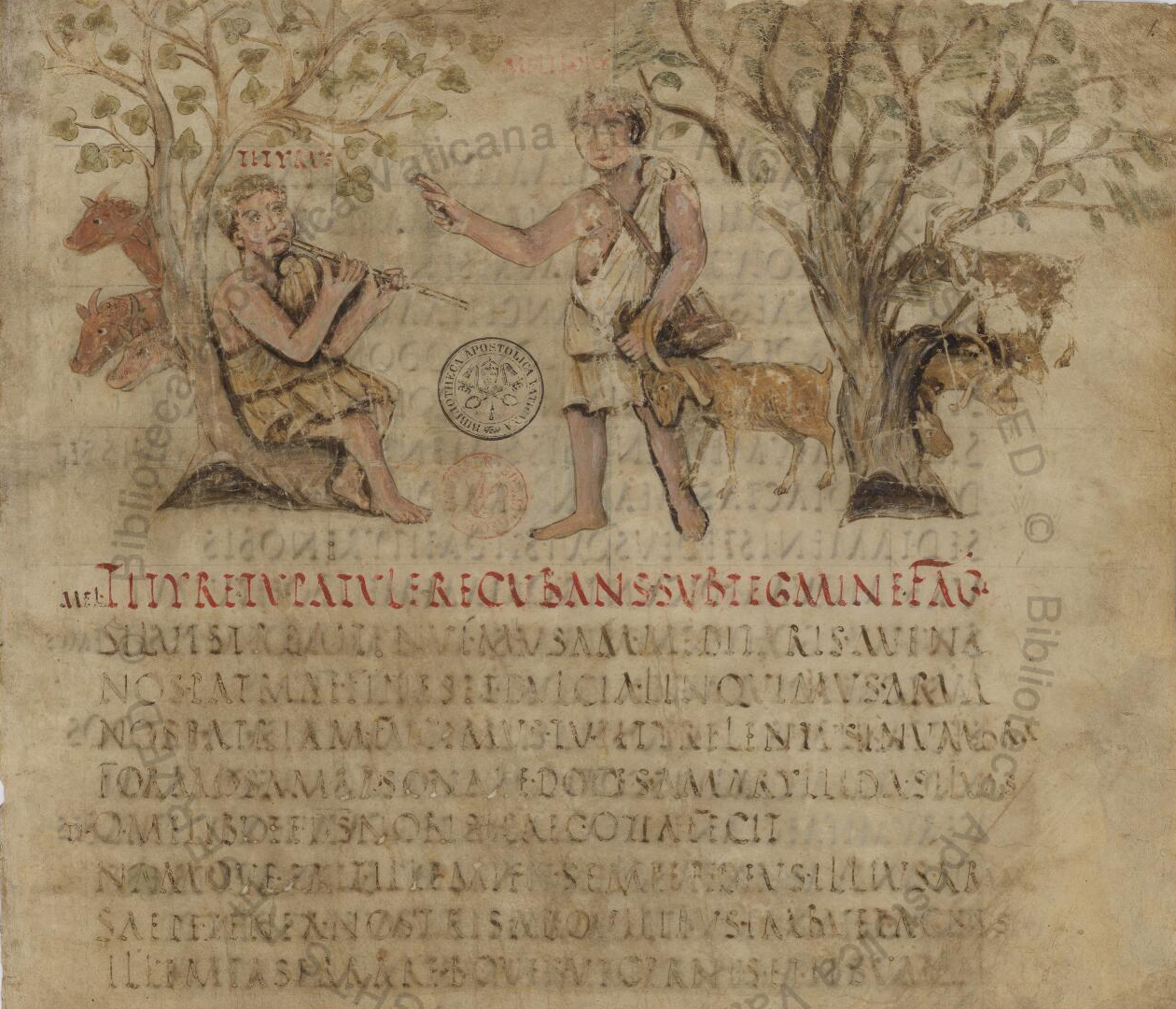

«Буколіки» (лат. Bucolica), або «Еклоги» (лат. Eclogae) — збірник віршів Публія Вергілія Марона, написаних в жанрі «пастушої поезії». Вважається, вперше був опублікований в 39 році до н. е. Завдяки цьому збірнику 30-річний Вергілій був визнаний кращим поетом своєї епохи. Вони складаються з 10 еклог, з яких 6 є діалогами між пастухами; найчастіше пастухи змагаються між собою в співі, вимовляючи при цьому або цілі вірші, або перекидаючись репліками в 2 або 4 вірша. Ці короткі пісеньки, відтворюючи іноді прийоми народного стилю (паралелізм членів, приспів), були досить придатним матеріалом для реформи поетичної мови, зробленої Вергілієм, і яка стала основою для всього подальшого розвитку римської поезії. Довгі і заплутані періоди стародавньої римської поезії Вергілій замінив короткими реченнями з ясним членуванням на частини і без накопичення підрядних, переніс таким чином у поетичну мову навички античної художньої прози. Кожна еклога — складна мозаїка мотивів і окремих висловів, запозичених з різних віршів Теокріта. Проте, в той час коли у грецького поета іноді ще зустрічаються жанрові картинки, у Вергілія побутовий матеріал відіграє незначну роль. Центр ваги — у переживанні пастухів, що віддаються любові і поезії; охоче вводяться і народні повір'я. Пастухи Вергілія — цілком умовні фігури для проголошення плавних віршів у «ніжному» стилі з гостро відточеними сентенціями, котрі поет найчастіше більше цінує, ніж сувору витриманістю ситуації цілого вірша.
Зразком для «Буколік» була поезія сицилійського грека Теокріта, яка також описувала ідеалізоване життя пастухів. На відміну від свого попередника, Вергілій ввів в пастораль політичні теми. Багато з його поем містять посилання на сучасні події, наприклад, на конфіскацію земель, які проводив Август. В Еклозі IV він описує народження немовля, що несе собою початок Золотого віку, тобто має на увазі народження спадкоємця Августа. Починаючи з епохи Константина Великого цей текст християнськими авторами інтерпретується як передбачення народження Христа, що створило Вергілію славу провісника і чаклуна. Одним з проявів цього образу є поява Вергілія в якості провідника в «Божественній комедії» Данте. В епоху Нового часу «Буколіки» мали великий вплив на розвиток пасторальної літератури.
IV еклога «Буколік» має схожість з Біблією. Тому й не дивно, що люди в давнину дійшли до тієї самої думки.
```
IV еклога «Буколік»:
```

«Хлопчику любий! Надійдуть часи, і побачиш ти небо…
Зразу ж родюча земля принесе тобі перші дарунки:
Ладан поземний та кручений плющ, зростить без насіння,
Лотосом все поцвіте, засміється веселим аконтом,
Кози самі понесуть молоко з полонини додому,
Смирна худоба без страху на лева глядітиме в полі.
Квіти ласкаві, рясні проростуть край своєї колиски.

Згине і ворог твій — змій, і все зілля отрутне загине…»
```
Біблія:
```

«…І замешкає вовк із вівцею,
І буде лежати пантера з козлям,
І будуть разом телятко й левчук…
І буде бавитися немовлятко над діркою гада,
І відняте від перс дитинча
Простягне свою руку над нору гадюки, —

Не вчинять лиха та шкоди не зроблять…»